# Creta delle Chianevate
La creta delle Chianevate (allemand : Kellerspitzen) est une montagne qui s’élève à 2 769 ou 2 774 m d’altitude dans les Alpes carniques, à la frontière entre l'Autriche et l'Italie. Sur le versant nord se trouve le petit glacier de l'Eiskar, le plus méridional d'Autriche. La montagne est située juste à l'est du monte Coglians. Elle peut se gravir à partir du refuge Giovanni e Olinto Marinelli (it).
Au début de la Première Guerre mondiale, elle n'a pas été occupée par les troupes italiennes, car le versant autrichien était considéré comme totalement inaccessible. À l'été 1916, cependant, un petit groupe de soldats austro-hongrois réussit son ascension, pour établir un point d'observation. Au bout de quelques semaines, cependant, les gros problèmes d'approvisionnement, le mauvais temps et la pression des troupes italiennes forcent les Autrichiens à abandonner la station.